# 五鬼上堅磐
五鬼上 堅磐（ごきじょう かきわ、1897年1月1日 - 1971年3月7日）は、日本の裁判官。最高裁判所判事、学校法人中央大学理事長。三重県熊野市出身。

## 概要
1922年（大正11年）中央大学法科2年を終えた後で同年9月に弁護士試験に合格し、法律家生活をスタートした。
弁護士を続け、1946年（昭和21年）5月に大審院検事となり、同年6月に司法大臣官房秘書課長、1947年（昭和22年）12月に最高裁判所事務総局事務次長を歴任。
1950年（昭和25年）6月に最高裁判所事務総長となり、約8年間、司法行政の総元締めとして、裁判所部内や最高裁機構改革問題（1957年に最高裁機構改革法案が国会に提出されるも廃案）などに取り組んだ。1955年には映画「真昼の暗黒」の制作に対し、題材となった八海事件が係争中であることを理由に、作らないよう関係者に圧力を掛ける。
その後、名古屋高裁長官や大阪高裁長官を経て、1961年（昭和36年）8月に最高裁判事に就任。就任に当たっては「裁判の敏速化に努力したい。あまり時間がかかりすぎると、裁判の価値が失われる場合もある」と述べる。1966年（昭和41年）12月に定年退官。
1968年（昭和43年）4月に中央大学理事長となる。当時、中央大学は紛争中で「白紙でのぞむ」と言っていたが、紛争は解決せず、1969年（昭和44年）に辞任した。
1971年3月7日に東京都新宿区の東京女子医大病院で食道がんのため74歳で死去した。